# Franz Oeters

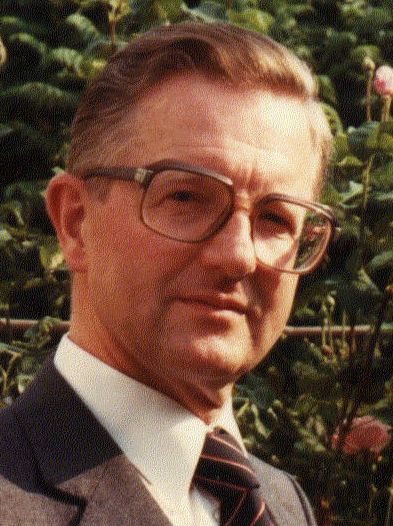
Franz Oeters (1981)

Franz Oeters (* 16. Januar 1928 in Bremen; † 11. Juni 2021 in Berlin) war ein deutscher Metallurge. Er wurde vor allem bekannt durch weit über 100 Publikationen in Fachzeitschriften des In- und Auslands.
Von 1969 bis 1996 hatte er den Lehrstuhl für Eisenhüttenkunde der TU Berlin inne. Seine Arbeiten haben ihn zu einem weltweit bekannten Wissenschaftler auf dem Gebiet der Metallurgie der Stahlherstellung gemacht (s. u. Würdigungen).

## Studium, Arbeit in der Industrie
Er begann 1948 sein Studium der Chemie in Marburg an der Philipps-Universität. Die 1952 angefertigte Diplomarbeit behandelte die Bestimmung isothermer Abbaudiagramme für feste Mischkristalle wechselnder Zusammensetzung aus Eisenoxid bzw. Wüstit und Manganoxid. Bei Hans Kautsky am Institut für Siliciumchemie schloss er 1955 seine Doktorarbeit zur Erforschung des Siloxens ab.
Seine Tätigkeit in der Stahlindustrie begann 1955 bei der Dortmund-Hörder Hüttenunion (ab 1966  Hoesch-Hüttenwerke AG). In den folgenden 14 Jahren führte er technisch-wissenschaftliche Arbeiten zur Entphosphorung von Stahl im Thomas Konverter, zur Stahlentgasung im Vakuum, zur Entschwefelung von Stahlschmelzen und zu anderen Themen der Stahlherstellung durch, veröffentlichte deren Ergebnisse in Fachzeitschriften, arbeitete zusammen mit IRSID (Institut de Recherches de la Sidérurgie Française), mit der Forschung der Firma Hoogovens NV. in IJmuiden und mit Forschern des zentralen Forschungsinstituts CRM (Centre de Recherches Métallurgiques) der Benelux-Länder in Lüttich.

## Lehre und Forschung an der TU Berlin
Im Jahr 1968 erhielt er den Ruf auf den Lehrstuhl für Eisenhüttenkunde an der Technischen Universität Berlin, den er, bei verbesserter Ausstattung des Instituts, annahm und am 1. April 1969 mit seiner Tätigkeit begann. Seine Arbeit in den folgenden Jahren umfasste nicht nur die Vorlesungen und Praktika über „Eisen- und Stahlerzeugung“, sondern auch Vorlesungen zu „Grundlagen der Erstarrung“ und „Reaktions- und Wärmetechnik der Eisenmetallurgie“. Weiterhin hielt er Vorträge, welche teilweise in Buchform veröffentlicht wurden, bei den Weiterbildungsveranstaltungen des Vereins Deutscher Eisenhüttenleute (VDEh, heute: Stahlinstitut VDEh), der Deutschen Gesellschaft für Metallkunde (DGM) und der Europäischen Gemeinschaft für Kohle und Stahl (EGKS) an verschiedenen Orten in Deutschland und in Luxemburg. Seine Vorlesungen Eisenhüttenkunde I und II erschienen erstmals komprimiert 1973 als Artikel „Eisen und Stahl“ im Standardwerk „Chemische Technologie“ für technische Chemiker, dem K. Winnacker u. L. Küchler (Hrsg.). Eine zweite Fassung mit Beteiligung anderer Autoren erschien 1986 unter demselben Titel. In der Forschung befasste er sich vorwiegend mit Themen der Eisen- und der Stahlmetallurgie mit Schwerpunkten wie Schmelzen und  Erstarren; Stoffübergang zwischen flüssigem Metall und Gasen, Schlacken und Feststoffen; Eisenerzeugung außerhalb des Hochofens; Prozessphysik; Mathematische Prozessmodellierung. Darüber hinaus betreute er zahlreiche Doktoranden sowie Gastwissenschaftler aus Japan und China und sorgte für die Finanzierung der Forschung (außeruniversitär überwiegend durch den VDEh, die Deutsche Forschungsgemeinschaft (DFG), den Bundesminister für Forschung und Technologie und die  EGKS). Zusätzlich arbeitete er als Berater für die Hoesch-Hüttenwerke AG in Dortmund, für die Lurgi GmbH in Frankfurt a. M. und für die Klöckner-Werke AG in Duisburg, bei der er viele Jahre auch im Aufsichtsrat tätig war. Als Gutachter war er vorwiegend bei der DFG tätig, dort übernahm er ab 1978 (bis 1985) den Vorsitz im Gutachterausschuss des Schwerpunktprogramms „Prozesskinetik und Prozesstechnik im Hüttenwesen“.

## Auslandstätigkeit, Buchveröffentlichungen, internationale Vorträge
In der nach der Epoche der Kulturrevolution in China beginnenden Öffnung des Landes reiste Franz Oeters mit einer Delegation des VDEh 1979 nach Beijing (Peking). Mehrere Delegationsmitglieder hielten Fachvorträge, Franz Oeters über Vakuummetallurgie. Zwischen dem VDEh und der chinesischen Gesellschaft für Metalle wurde eine Zusammenarbeit begründet. Darauf folgte seine Tätigkeit als Gastprofessor, die ihn in den Jahren 1980 bis 1988 fünfmal nach China führte.
Eine weitere Gastprofessur führte ihn 1987 an die Tōhoku-Universität in Sendai, Japan.
Er wurde 1985 zum Mitglied im Editorial Board der Zeitschrift „steel research“ berufen. Im gleichen Jahr erschien von ihm und A. Saatçi das Buch „Stoff- und Wärmeumsätze bei der Reduktion von Eisenerzen“.
Franz Oeters Hauptwerk „Metallurgie der Stahlherstellung“ erschien 1989.
Zahlreiche internationale Vorträge führten ihn unter anderem nach Tokio zum Deutsch-Japanischen Seminar 1976, 1978, 1980, 1984; nach Schweden Luleå, nach Kanada und in die USA.

## Würdigungen
In seiner Laudatio zu Oeters 65. Geburtstag im Jahr 1993 hob Ludwig von Bogdandy, der bis 1992 Vorstandsvorsitzender der VOEST-Alpine Stahl AG (heute voestalpine) war, weiter hervor: „Zahlreiche, heute bedeutende Führungskräfte der internationalen Stahlindustrie haben bei Prof. Oeters … studiert, meist auch promoviert; so z.B.  drei aktive Vorstandsmitglieder der deutschen Stahlindustrie, wie auch zahlreiche im Ausland“.
Martin Frohberg schrieb anlässlich der Biographie von Franz Oeters:
„Franz Oeters erkannte mit aller Deutlichkeit, dass die metallurgische Verfahrenstechnik … den Weg liefert, der zur Optimierung metallurgischer Prozesse führt ( Konverter, Entgasung, Pfannenmetallurgie), … [sein Leben lehrt,] dass neben Neugier, Staunen und Phantasie nur lebenslanger Fleiß und persönlicher Einsatz zu jenem Erfolg führen, der Franz Oeters zu einem der weltweit bekannten, führenden Metallurgen gemacht hat“.

## Ehrungen
Franz Oeters war u. a.
- Ehrenprofessor der University of Science and Technology Beijing (Peking) 1982
- Ehrenmitglied der Societé Française de Métallurgie et des Matériaux (SF2M) 1989
- Ehrenmitglied des Ausschusses für Metallurgische Grundlagen des VDEh 1993

Im Jahr 1998 erhielt er zusammen mit Jens Ulrik Becker den „Best Paper Award“ der Zeitschrift „steel research“ für den Artikel: „Model experiments of mixing in steel ladles with continouus addition of the substance to be mixed“.
Sein Name wurde aufgenommen in „Kürschners Deutscher Gelehrten Kalender 2010“.

## Nachrufe
Sowohl die Societé Française de Métallurgie et des Matériaux (SF2M),  als auch die Fachzeitschrift Stahl + Eisen, sowie die Fakultät III der Technischen Universität Berlin veröffentlichten Nachrufe auf Franz Oeters.